# 戴瑞明
戴瑞明（1934年—），中华民国外交官，历任驻英代表、总统府副秘书长兼发言人、驻教廷大使等职。

## 荣誉

### 中华民国勋章奖章
- 一等景星勋章（2004年2月19日批准[1]，同日于台北总统府颁授[2]）